# Caldasia (revista)
Caldasia (título abreviado Caldasia) es una revista cuatrimestral de acceso abierto del Instituto de Ciencias Naturales de la Facultad de Ciencias de la Universidad Nacional de Colombia que se publica ininterrumpidamente desde 1940. Su nombre hace honor a la memoria de Francisco José de Caldas, el primer naturalista colombiano, quien murió sacrificado por la independencia política de Colombia el 29 de octubre de 1816.
La revista está orientada a publicar contribuciones originales escritas en español o inglés relacionadas con la documentación, comprensión y conservación de la diversidad biológica. La revista contempla el tema de la biodiversidad en un sentido amplio y por tanto incluye trabajos en áreas como botánica, zoología, ecología, biodiversidad, biogeografía, taxonomía, sistemática, conservación, antropología y disciplinas afines. La revista es totalmente electrónica y publica de preferencia artículos científicos completos, trabajos de revisión y comunicaciones cortas. Caldasia no cobra por publicación a los autores.